# Халидов, Мамед Саидович
Маме́д Саи́дович Хали́дов (пол. Mamed Chalidow; род. 17 июля 1980 года, Грозный, Чечено-Ингушская АССР, РСФСР, СССР) — польский боец смешанных единоборств чеченского происхождения. Бывший чемпион польской лиги KSW в полутяжелом и среднем весе.

## Биография
Родился 17 июля 1980 года в Грозном. В 12 лет начал изучать карате. В 1996 году, во время первой чеченской войны уехал в Польшу.
Поселился в Ольштыне. Учился администрированию и маркетингу в Варминско-Мазурском университете. В декабре 2010 года получил польское гражданство.

### Спортивная карьера
В Польше начал изучать тхэквондо, борьбу и бокс. В 2003 году начал заниматься в клубе Arrachion MMA. В 2004 году начал участвовать в соревнованиях по смешанным единоборствам. В 2007 году вступил в KSW — самую большую организацию MMA в Польше.
В 2008 году подписал контракт с американской организацией EliteXC на 4 схватки. 10 октября 2008 года выиграл дебютный бой у Джейсона Гайда техническим нокаутом. В ходе боя сломал палец правой руки. Остальные бои не состоялись из-за финансового краха EliteXC. Халидов вернулся к выступлениям за родной клуб. 15 мая 2009 года выиграл нокаутом у бразильского спортсмена Даниэля Акацио, став первым международным мастером своего клуба.
В январе 2009 года подписал контракт на три боя с японской организацией «World Victory Road». 7 ноября состоялся первый бой серии с бразильским мастером Жоржи Сантиагу. Халидов выиграл бой в первом раунде техническим нокаутом, однако 7 марта 2010 года единогласным решением судей проиграл Сантиагу матч-реванш. Это было его первое поражение с 2005 года. Следующий бой серии с японским мастером Рюта Сакураем 7 мая 2010 года закончился вничью. 30 декабря того же года прошёл последний бой серии с японцем Юки Сасаки, который Халидов выиграл в первом раунде техническим нокаутом.
19 марта 2011 года Халидов за 33 секунды болевым приёмом победил американского спортсмена Джеймса Ирвина, а 21 мая за 1 минуту 35 секунд удушающим приёмом взял верх над Мэттом Линдлэндом. Следующий бой с Джесси Тейлором 26 ноября также закончился в первом раунде: Халидов провёл своему сопернику рычаг колена.
В следующем году Халидов продолжил серию побед. 12 мая 2012 года в первом раунде нокаутом был повержен Родни Уоллес. 1 декабря болевым приёмом на ахилл также в первом раунде выиграл у Кендалла Гроува.
8 июля 2013 года удушением выиграл у Мелвина Манхуфа, а 7 декабря, также удушающим, и также в первом раунде победил Рюта Сакурая.
Халидов являлся чемпионом KSW. В октябре 2013 года был включён в список 10 сильнейших бойцов по версии Sherdog.
27 мая 2016 года, защищая чемпионский титул, Халидов мнением судей выиграл бой у немецкого бойца турецкого происхождения Азиза Караоглу. В ходе боя Халидов несколько раз падал на настил, пытаясь перевести поединок на борьбу в партере. Однако Караоглу каждый раз уклонялся от такого развития событий, за что в третьем раунде получил предупреждение. После боя Халидов вручил чемпионский пояс Караоглу и показал знаками, что Караоглу является победителем этого боя.
3 марта 2018 потерпел досрочное поражение от польского бойца Томаша Наркуна, уступив ему удушением треугольником в третьем раунде. 1 декабря 2018 года, после неудачи в бою-реванше с Наркуном, объявил о завершении карьеры.

## Фильмография[8]
- Л как Любовь[англ.] (2012);
- Астерикс: Земля Богов (2014, польский дубляж);
- Мой бой. Мамед Халидов (2017);
- Аутсайдер (2019).

## Статистика в ММА
| Результат | Рекорд | Соперник             | Способ                                     | Турнир                                 | Дата                  | Раунд | Время | Место                    | Примечание                      |
| --------- | ------ | -------------------- | ------------------------------------------ | -------------------------------------- | --------------------- | ----- | ----- | ------------------------ | ------------------------------- |
| Поражение | 35-8-2 | Роберто Солдич       | Нокаутом (удары)                           | KSW 65: Халидов — Солдич               | 18 декабря 2021 года  | 2     | 3:40  | Гливице, Польша          | Бой за титул KSW в среднем весе |
| Победа    | 35-7-2 | Скотт Аскем          | Нокаут (удар ногой голову в прыжке)        | KSW 55: Асхэм — Халидов 2              | 10 октября 2020       | 1     | 00:36 | Варшава,Польша           |                                 |
| Поражение | 34-7-2 | Скотт Аскем          | Единогласное решение                       | KSW 52                                 | 7 декабря 2019        | 3     | 5:00  | Гливице,Польша           |                                 |
| Поражение | 34-6-2 | Томаш Наркун         | Единогласное решение                       | KSW 46                                 | 1 декабря 2018 года   | 3     | 5:00  | Гливице, Польша          |                                 |
| Поражение | 34-5-2 | Томаш Наркун         | Сабмишн (удушение треугольником)           | KSW 42                                 | 3 марта 2018 года     | 3     | 1:18  | Лодзь, Польша            |                                 |
| Победа    | 34-4-2 | Борис Манковски      | Единогласное решение                       | KSW 39 Colosseum                       | 27 мая 2017 года      | 3     | 5:00  | Варшава, Польша          |                                 |
| Победа    | 33-4-2 | Люк Барнатт          | Нокаут (удары и добивание)                 | ACB 54 : Khalidov vs Barnatt           | 11 марта 2017 года    | 1     | 0:21  | Манчестер, Англия        |                                 |
| Победа    | 32-4-2 | Азиз Караоглу        | Решение большинства                        | KSW 35 — Khalidov vs. Karaoglu         | 27 мая 2016 года      | 3     | 5:00  | Гданьск, Польша          |                                 |
| Победа    | 31-4-2 | Михаил Матерла       | Нокаут (удар коленом в голову и добивание) | KSW 33 — Materla vs. Khalidov          | 28 ноября 2015 года   | 1     | 0:31  | Краков, Польша           |                                 |
| Победа    | 30-4-2 | Бретт Купер          | Единогласное решение                       | KSW 29 — Reload                        | 6 декабря 2014 года   | 3     | 5:00  | Краков, Польша           |                                 |
| Победа    | 29-4-2 | Майкел Фалкан        | Сабмишн (рычаг локтя)                      | KSW 27 — Cage Time                     | 17 мая 2014 года      | 1     | 4:53  | Гданьск, Польша          |                                 |
| Победа    | 28-4-2 | Рюта Сакурай         | Сабмишн (удушение треугольником)           | KSW 25 — Khalidov vs. Sakurai          | 7 декабря 2013 года   | 1     | 2:03  | Вроцлав, Польша          |                                 |
| Победа    | 27-4-2 | Мелвин Манхуф        | Сабмишн (удушение гильотиной)              | KSW 23 — Khalidov vs. Manhoef          | 8 июля 2013 года      | 1     | 2:09  | Гданьск, Польша          |                                 |
| Победа    | 26-4-2 | Кендалл Гроув        | Сабмишн (ущемление ахилла)                 | KSW 21 — Final Resolution              | 1 декабря 2012 года   | 2     | 3:36  | Варшава, Польша          |                                 |
| Победа    | 25-4-2 | Родни Уоллес         | Нокаут (удар)                              | KSW 19 — Pudzianowski vs. Sapp         | 12 мая 2012 года      | 1     | 1:55  | Лодзь, Польша            |                                 |
| Победа    | 24-4-2 | Джесси Тейлор        | Сабмишн (рычаг колена)                     | KSW 17 — Revenge                       | 26 ноября 2011 года   | 1     | 1:46  | Лодзь, Польша            |                                 |
| Победа    | 23-4-2 | Мэтт Линдлэнд        | Сабмишн (удушение гильотиной)              | KSW 16 — Konfrontacja                  | 21 мая 2011 года      | 1     | 1:35  | Гданьск, Польша          |                                 |
| Победа    | 22-4-2 | Джеймс Ирвин         | Сабмишн (рычаг локтя)                      | KSW 15 — Konfrontacja                  | 19 марта 2011 года    | 1     | 0:33  | Варшава, Польша          |                                 |
| Победа    | 21-4-2 | Юки Сасаки           | Технический нокаут (удары)                 | SRC — Soul of Fight                    | 30 декабря 2010 года  | 1     | 2:22  | Токио, Япония            |                                 |
| Ничья     | 20-4-2 | Рюта Сакурай         | Ничья                                      | KSW 13 — Kumite                        | 7 мая 2010 года       | 4     | 3:00  | Катовице, Польша         |                                 |
| Поражение | 20-4-1 | Жоржи Сантиагу       | Единогласное решение                       | SRC — Sengoku Raiden Championship 12   | 7 марта 2010 года     | 5     | 5:00  | Токио, Япония            |                                 |
| Победа    | 20-3-1 | Жоржи Сантиагу       | Технический нокаут (удары)                 | Sengoku — Eleventh Battle              | 7 ноября 2009 года    | 1     | 1:45  | Токио, Япония            |                                 |
| Победа    | 19-3-1 | Даниэль Акасио       | Нокаут (удары)                             | KSW 11 — Konfrontacja                  | 15 мая 2009 года      | 1     | 1:10  | Варшава, Польша          |                                 |
| Победа    | 18-3-1 | Джейсон Гуида        | Технический нокаут (удары)                 | ShoXC — Elite Challenger Series        | 10 октября 2008 года  | 2     | 4:53  | Индиана, США             |                                 |
| Ничья     | 17-3-1 | Даниэль Табера       | Ничья                                      | KSW — Extra                            | 13 сентября 2008 года | 3     | 3:00  | Домброва-Гурнича, Польша |                                 |
| Победа    | 17-3   | Валдас Поцевичус     | Сабмишн (удушение гильотиной)              | KSW 9 — Konfrontacja                   | 9 мая 2008 года       | 1     | 0:57  | Варшава, Польша          |                                 |
| Победа    | 16-3   | Петр Ондрус          | Технический нокаут (травма руки)           | KSW — Elimination 2                    | 29 марта 2008 года    | 5     | 5:00  | Вроцлав, Польша          |                                 |
| Победа    | 15-3   | Дэйв Дэлглиш         | Сабмишн (рычаг локтя)                      | KSW 8 — Konfrontacja                   | 10 ноября 2007 года   | 1     | 1:57  | Варшава, Польша          |                                 |
| Победа    | 14-3   | Мартин Завада        | Сабмишн (замок ступни)                     | KSW — Elimination                      | 15 сентября 2007 года | 1     | 4:22  | Варшава, Польша          |                                 |
| Победа    | 13-3   | Игор Покраяц         | Сабмишн (рычаг колена)                     | BE 2 — Boxing Explosion 2              | 2 августа 2007 года   | 2     | 0:55  | Загреб, Хорватия         |                                 |
| Победа    | 12-3   | Александр Стефанович | Технический нокаут (остановка углом)       | KSW 7 — Konfrontacja                   | 2 июня 2007 года      | 1     | 3:01  | Варшава, Польша          |                                 |
| Победа    | 11-3   | Тор Троенг           | Сабмишн ([удушение треугольником)          | FCP 3 — Khalidov vs. Troeng            | 25 февраля 2007 года  | 1     | 4:47  | Познань, Польша          |                                 |
| Победа    | 10-3   | Михал Гарнис         | Нокаут (удары)                             | XCage — Extreme Cage 2                 | 19 ноября 2006 года   | 3     | 1:52  | Варшава, Польша          |                                 |
| Победа    | 9-3    | Рашид Магомадов      | Сабмишн (удушение треугольником)           | President’s Cup — Muay Thai Tournament | 2 сентября 2006 года  | 1     | 2:45  | Грозный, Чечня, Россия   |                                 |
| Победа    | 8-3    | Яцек Буцко           | Нокаут (удары)                             | FCP 2 — Khalidov vs. Buczko            | 8 апреля 2006 года    | 1     | 4:52  | Познань, Польша          |                                 |
| Победа    | 7-3    | Андрей Козецки       | Сабмишн (удушение треугольником)           | XCage — Extreme Cage 1                 | 5 марта 2006 года     | 1     | 2:53  | Познань, Польша          |                                 |
| Победа    | 6-3    | Павел Крис           | Технический нокаут (удары)                 | FCP 1 — Khalidov vs. Krys              | 15 января 2006 года   | 1     | 1:40  | Познань, Польша          |                                 |
| Победа    | 5-3    | Данелюс Размус       | Сабмишн (рычаг локтя)                      | MMA — Sport 3                          | 15 октября 2005 года  | 1     | 1:46  | Варшава, Польша          |                                 |
| Победа    | 4-3    | Андре Рейндерс       | Нокаут (удары)                             | MMA — Sport 3                          | 15 октября 2005 года  | 1     | 4:01  | Варшава, Польша          |                                 |
| Поражение | 3-3    | Валдас Поцевичус     | Сабмишн (удушение сзади)                   | Shooto Lithuania — Gladiators 2        | 22 сентября 2005 года | 1     | 3:15  | Вильнюс, Литва           |                                 |
| Победа    | 3-2    | Адам Скупин          | Нокаут (удар ногой в голову)               | MMA Sport 2 — Olimp                    | 28 мая 2005 года      | 1     | 0:05  | Познань, Польша          |                                 |
| Победа    | 2-2    | Марек Крайевский     | Сабмишн (рычаг колена)                     | MMA — Sport 1                          | 18 марта 2005 года    | 1     | 1:53  | Варшава, Польша          |                                 |
| Победа    | 1-2    | Павел Климкевич      | Единогласное решение                       | SP — Shidokan Poland Gala              | 5 декабря 2004 года   | 2     | 5:00  | Варшава, Польша          |                                 |
| Поражение | 0-2    | Гражуйдас Смайлис    | Сабмишн (удушение сзади)                   | Shooto Lithuania — Gladiators          | 29 сентября 2004 года | 1     | 1:54  | Вильнюс, Литва           |                                 |
| Поражение | 0-1    | Нериюс Валикевичус   | Технический нокаут                         | Shooto Lithuania — Bushido King        | 18 мая 2004 года      | 1     | 4:49  | Вильнюс, Литва           |                                 |